# Birkenbeul
Birkenbeul là một xã thuộc huyện Altenkirchen, bang Rheinland-Pfalz, phía tây nước Đức. Xã Birkenbeul có diện tích 4,76 km², dân số thời điểm ngày 31 tháng 12 năm 2006 là 501 người.